# Enrique Jardiel Poncela
Enrique Jardiel Poncela est un scénariste, acteur, écrivain et réalisateur espagnol né le 15 octobre 1901 à Madrid (Espagne), décédé le 18 février 1952 dans la même ville.
Son œuvre est basée sur le théâtre - qui est son domaine de prédilection - et plus précisément celui de l’ironie et de l’absurde.
“Amor se escribe sin hache” (1929) constitue son premier roman et révèle l’intérêt de l’auteur pour l’absurde et la caricature des misères de la société de l’époque.  Entre les années 1930 et 1940, il deviendra scénariste pour Hollywood, en réalisant notamment des œuvres cinématographiques telles que: Es mi hombre (1927), Melodia prohibida (1933), Nada mas que una mujer (1934) ou encore Asugure a su mujer (1935); et sera l’auteur du premier film en vers, en 1934, intitulé Angelina ou l’honneur d’un brigadier. D’autre part, il travaillera pour “La Cordoniz”, hebdomadaire satirique dirigé par Miguel Mihura. Toutefois, c’est à ses talents de dramaturge qu’il devra son succès ; talents mis en avant dans ses œuvres « Los ladrones somos gente honrada » et « Eloísa está debajo de un almendro ». C’est au sein de ses œuvres qu’il réunira les tendances expérimentales de l’époque et les caractéristiques de la comédie bourgeoise traditionnelle. Ainsi, il renouvellera la tradition théâtrale espagnole en s’imprégnant du mouvement de l’absurde.

## Biographie
Jardiel Poncela présente ses romans comme des instruments de guerre contre le roman d’amour, le feuilleton d’aventures et le roman populaire en général, à travers l’écriture parodique.
Les romans de Jardiel Poncela, à travers son écriture parodique, se présentent comme une alternative aux romans d’amour, feuilletons d’aventure et le roman populaire en général. En effet ceux-ci exploitent les nouveautés et les polémiques de l’époque et les mettent en scène pour rendre compte de la situation du pays.
La figure de la femme chez Jardiel Poncela, les plaisirs des années 20.
Le romancier présente, dans la plupart de ses œuvres, la figure de la femme sexuellement active et agressive. D’autre part,notons que le physique de ses héroïnes tend à représenter les nouveaux modèles de la beauté féminine, mettant en scènes de grandes séductrices allant d’homme en homme.
En outre, il est important de souligner la création, par le romancier, de l’image d’une “don Juane”, quelque peu absurde aux yeux de l’époque. On peut d’ailleurs se demander si cette représentation de la femme nouvelle, à la recherche du plaisir et de la liberté, ne serait pas perçue comme excessive dans le sens où elle surpasserait l’image cynique de l’homme.
Jardiel dans le cinéma américain.
Entre 1932 et 1934 il quitte Madrid pour aller a Hollywood, endroit où il est appelé par son ami José Lopez Nieto écrivain pour la Fox à travailler sur les versions espagnoles de films tournés en anglais. Avec la Fox Film Corporation il signa un contrat de six mois , il travailla sur plusieurs films durant cette période de 1932 et aussi il a travaillé sur des dialogues espagnols de « Sis Hours to Live » (Six heures à vivre) de Wiliam Dieterle et « Wild girl » (la fille sauvage) de Raoul Walsh. Il écrit aussi un dialogue original pour un film en espagnol, cela ne dure pas longtemps, après cinq mois de travail a Hollywood Jardiel décida de quitter Hollywood en annulant son contrat avec la Fox corporation et retourner en Espagne.

## Filmographie

### comme scénariste
- 1927 : Es mi hombre
- 1933 : Melodía prohibida
- 1934 : Nada más que una mujer
- 1935 : Asegure a su mujer
- 1937 : Un Anuncio y cinco cartas
- 1938 : Definiciones
- 1938 : El Fakir Rodríguez
- 1938 : Letreros típicos
- 1940 : Mauricio o Una víctima del vicio

### comme acteur
- 1933 : Primavera en otoño
- 1933 : Una Viuda romántica
- 1937 : Un Anuncio y cinco cartas (voix)
- 1938 : Letreros típicos (voix)
- 1938 : Definiciones (voix)
- 1940 : Mauricio o Una víctima del vicio

### comme réalisateur
- 1937 : Un Anuncio y cinco cartas
- 1938 : Letreros típicos
- 1938 : El Fakir Rodríguez
- 1938 : Definiciones
- 1940 : Mauricio o Una víctima del vicio